# Muluencyrtus nudipennis
Muluencyrtus nudipennis är en stekelart som beskrevs av John S. Noyes och Hayat 1984. Muluencyrtus nudipennis ingår i släktet Muluencyrtus och familjen sköldlussteklar. Inga underarter finns listade i Catalogue of Life.